# Silvio Fazio
Pour les articles homonymes, voir Fazio.
Silvio Fazio, né le 9 avril 1952 à Rome et mort le 9 mai 2024 à Nice, est un écrivain et journaliste italien. Il écrit des romans et des nouvelles, parfois en utilisant des pseudonymes.

## Biographie
Silvio Fazio est diplômé en Comptabilité et Technique commerciale à l’Institut ITC Botticelli, école située dans le quartier de Centocelle à la périphérie de Rome. Très tôt, il abandonne sa profession pour se consacrer à la littérature, grâce aussi à sa rencontre, en 1968, avec le poète Pier Paolo Pasolini, qui l’encourage à continuer ses études littéraires à la faculté La Sapienza de Rome.
Dans les années 1970, il participe à l’ouverture du Safari Park, parc zoologique situé à Fiumicino où les animaux sont tenus en semi-liberté, et il découvre son intérêt pour les animaux.
Dans la période des années de plomb, il quitte l'Italie pour Nice où, en 1978, il se marie et commence une nouvelle carrière dans le tourisme hôtelier de luxe. Silvio Fazio est responsable depuis 2002 des services réception et comptabilité clients du Splendid Hôtel & Spa, quatre étoiles à Nice,où, dans le cadre de ses fonctions, a été sollicité par les médias nationaux, de donner son avis sur les lois Aubry relatives aux 35 heures.
Silvio Fazio a commencé par écrire des ouvrages de science-fiction : Il segreto della grande porta, I labirinti di Zeus, Tra l'alba e il Tramonto pour ensuite s’orienter et se spécialiser dans les interviews et la contre-enquête. La qualité de ses textes lui permet d’être répertorié assez vite dans le prestigieux Dictionnaire Universel des Beaux-arts : Comanducci. En 2010, il publie Il Profeta di Satana, une autobiographie de Richard Ramirez (surnommé « The night stalker », Le traqueur de la nuit), un des tueurs en série des États-Unis, qui, dans les années 1980, terrorisa les habitants de Los Angeles et San Francisco avec une série de viols et meurtres. Le site web d’Art et Mode, Adversus, consacre dans ses pages et depuis 2010 Il Profeta di Satana, comme le cinquième best-seller du site juste derrière : Life, la biographie de Keith Richards des Rolling Stones.
En 2012, après une enquête d’environ deux ans, Silvio Fazio publie Où les Dieux vont mourir, un roman qui offre une autre interprétation du massacre de la Columbine High School où en 1999 deux étudiants, Eric Harris et Dylan Klebold, tuèrent douze lycéens et un professeur. L’auteur, dans cet ouvrage, conteste la version officielle de l’enquête donnée par le FBI (notamment le rapport final de l’agent Dwayne Fuselier) et le contenu des films : Bowling for Columbine de Michael Moore et Elephant de Gus Van Sant.
Trois de ses œuvres (Il Profeta di Satana, La Diligenza della Verità et Où les Dieux vont mourir) sont toujours présentées sur le site international Kinokuniya web, accessible à des Pays où la culture littéraire est parfois divergente, comme par exemple, celle du Japon ou des Émirats arabes unis.
L’auteur n’aime pas les mondanités et il ne participe pas aux différents Salons du livre car il considère ces manifestations hors but littéraire. En effet, en 2010 lors d’une contribution personnelle au Centre international de Valbonne, en expliquant aux élevés du Campus de langue italienne les différentes étapes indispensables pour écrire un livre, il précisera que, selon lui, l’auteur doit écrire, l’éditeur publier et les libraires vendre.

## Œuvres

### Livres
- 2006 : Il segreto della grande porta (Aletti)  (ISBN 978-88-7680-1556)
- 2007 : I labirinti di Zeus (Aletti)  (ISBN 978-88-7680-175-4)
- 2007 : Tra l'alba e il tramonto (Aletti)  (ISBN 978-88-7680-201-0)
- 2007 : La diligenza della verità (UniService)  (ISBN 978-88-6178-111-5)
- 2007 : L'antro del mai (Phasar)  (ISBN 978-88-87911-87-9)
- 2008 : Un grido nell'acqua (Boopen)  (ISBN 978-88-6223-160-2)
- 2008 : Beelzebul (Boopen)  (ISBN 978-88-6223-309-5)
- 2008 : Le torri del male (Boopen)  (ISBN 978-88-6223-472-6)
- 2010 : Il Profeta di Satana (Stampa Alternativa)  (ISBN 978-88-6222-130-6)
- 2012 : Où les Dieux vont mourir (Edilivre)  (ISBN 978-2-332-48304-1)

### Nouvelles pour les anthologies de Giulio Perrone Editore
- 2008 : La vita che vorrei  (ISBN 978-88-6316-037-6) pseudonyme Silvio Rotti
- 2008 : Vivo per lei  (ISBN 978-88-6316-040-6)
- 2009 : Sono nato un 9 aprile  (ISBN 978-88-6316-049-9) pseudonyme Fabrizio Spampinato
- 2009 : Lester  (ISBN 978-88-6316-050-5) pseudonyme Claudio Nasica
- 2009 : L’Isola del peccato  (ISBN 978-88-6316-054-3) pseudonyme Massimo Russaiolo
- 2009 : La carezza del male  (ISBN 978-88-6316-058-1)
- 2009 : La Bussola  (ISBN 978-88-6316-061-1)
- 2009 : Io un superbo ?  (ISBN 978-88-6316-061-1) pseudonyme Elena Spampinato